# Nemunėlio Radviliškis
Nemunėlio Radviliškis is een plaats in de gemeente Biržai in het Litouwse district Panevėžys. De plaats telt 729 inwoners (2001).